# Google サンタを追いかけよう
Google サンタを追いかけよう（グーグルサンタをおいかけよう、英語: Google Santa Tracker・グーグル サンタ トラッカー）は、Googleが2004年に開始した、クリスマスをテーマとしたエンターテイメントサイトで、クリスマス・イヴにサンタクロースを追跡する様子のシミュレーションを行ったり、ユーザーが遊んだり、見たり、学ぶことができるアクティビティが用意されている。

## 歴史
2004年初頭、GoogleはNORADのサンタ追跡のサービスを見て、サンタクロースが現在どこにいるのかを正確に『視覚化』できればさらに良いと考えた。同年にKeyholeがGoogleに買収されると、「Keyhole Earth Viewer」（現・Google Earth）と呼ばれる有料サービスを開始し、そのサービス内で「Keyhole Santa Radar」と呼ばれるサンタ追跡サービスの提供を開始した。ただ、Keyholeは有料サービスであったため、利用者は少なかった。2005年にKeyholeはGoogle Earthとなり、無料配布が開始されたため利用者が増加。その年のクリスマス・イヴには約25万人がサンタクロースを追跡した。2007年、Googleは北アメリカ航空宇宙防衛司令部（NORAD）と協力し、「NORAD Tracks Santa 2007」を発表した。
2018年には、学生や教育者向けにいくつかの機能を追加した。2018年12月4日、プログラミングの基本や世界中のクリスマスの伝統に関するゲームやレッスンを本格的に開始。これらには、非営利団体のカーンアカデミーとCode.orgに関する情報も掲載されている。同年12月のウェブサイトの訪問者は4220万人だった 。ウェブサイトでは2019年に56億個のプレゼントがサンタクロースにより届けられたと主張している。
2020年から2021年にかけての、新型コロナウイルス感染症の世界的流行の際、サンタクロースらがマスクを着用している様子が描かれた。

## ウェブサイト
毎年クリスマス・イヴになると、サイト内では最も東のタイムゾーンで真夜中頃（日本時間 19:00頃）にサンタクロースの追跡シミュレーションが開始される。サンタクロースは北極から出発し、25時間ほどかけてプレゼントを配る。シミュレーションでは、地図上のサンタクロースが移動とプレゼント配りを交互に行う様子が閲覧でき、サンタの移動距離、地図上の自分の街に到着するまでの時間、自分の街からの距離、配ったプレゼントの総数がカウンターで表示され、視聴者に疑似体験を提供する。
サンタクロースが訪れるとされる各都市には、対応するウィキペディアの記事の冒頭の文章が表示され、その都市の概要が分かるようになっている。その際に表示される気温は、アメリカの「The Weather Channel」のデータを使用している。すべての大都市を訪問しているわけではなく、他の大都市に近い大都市はスキップされ、他の人口密集地から離れた小さな都市が紹介されることもある。日本国内では、那覇、神戸、京都、名古屋、富士山、綾瀬市（神奈川県）、横浜、東京、仙台に立ち寄る（2016年時点）。サンタが移動中であっても、届けられたプレゼントの合計を示すカウンターは増加するが、その速度はサンタが都市にいるときよりも緩やかである。
サンタトラッカーは、12月24日までロックされており、時間外の場合、サイトでは「サンタ村」と呼ばれる場所で、ゲームなどを楽しむことができる。2019年にサイトのリニューアルを行い、サンタトラッカーを除く全てのコンテンツが通年で利用できるようになった。
現在、本サイトのサンタのルートシミュレーションは、NORADのサンタ追跡とは異なるため、別の場所にサンタが表示される。